# Критик (фільм, 2023)
«Критик» (англ. The Critic) — британський трилер 2023 року режисера Ананда Такера за сценарієм Патріка Марбера, знятий на основі роману «Завіса» Ентоні Квінна 2015 року. У фільмі зіграли Ієн Маккеллен, Джемма Артертон, Марк Стронг, Бен Барнс, Альфред Енох, Ромола Гараї та Леслі Менвіль.
Прем'єра фільму відбулася на Міжнародному кінофестивалі в Торонто 7 вересня 2023 року, а 13 вересня 2024 року вийшов у прокат у Великій Британії.

## Сюжет
Лондон, 1934 рік. Джиммі Ерскін (Ієн Мак-Келлен) – театральний критик «The Daily Chronicle», бульварної газети, якою володіє та керує віконт Девід Брук (Марк Стронг) після смерті батька. Ерскін натхненно пише різкі та в'їдливі рецензії на вистави, які не відповідають його високим стандартам. Прохання Брука їх пом’якшити – ігнорує.
Після інциденту із арештом Ерскіна та його секретаря і коханця Тома Тернера (Альфред Енох) за гомосексуалізм, Брук звільняє його разом з іншими літніми співробітниками. Ерскін планує помсту, й переконує Ніну Ленд (Джемма Артертон), молоду актрису, взяти участь у фаустівському плані, за допомогою якого вона спокусить Брука, який і без того в неї закоханий, в обмін на майбутні яскраві його рецензії. Ерскін шантажує Брука, й отримує поновлення на роботі із підвищеною платнею. Брук вбиває себе після того, як дізнається, що Ленд в стосунках із Стівеном Вайлі, його зятем (Бен Барнс).
Із почуття провини через свою участь у змові, п’яна Ленд відвідує Ерскіна. Той стурбований можливістю розкриття правди, й топить її у ванні. Після цього переконує Тернера допомогти позбутися тіла. Справа виглядає як самогубство.
Тернер відвідує нового власника «The Chronicle», та зізнається у скоєному. Ерскіна заарештовують та ув'язнюють.

## У ролях
- Ієн Мак-Келлен — Джиммі Ерскін, театральний критик
- Джемма Артертон — Ніна Ленд
- Марк Стронг — Девід Брук
- Леслі Менвіль — Аннабель Ленд
- Ромола Гарай — Кора Уайлі
- Бен Барнс — Стівен Вайлі
- Альфред Енох — Том Туннер
- Нікеш Пател — Ферді Гарвуд
- Джей Сімпсон — Слайфілд
- Клер Скіннер — Мері Брук
- Ребекка Гетингс — Джоан Гарріс
- Рон Кук — Г'ю Морріс

## Виробництво
У листопаді 2020 року було оголошено, що Колін Ферт, Джемма Артертон, Саймон Рассел Біл та Паапа Ессієду знімуться у фільмі, який на той час мав назву «Завіса», аналогічно до позідного роману. Режисером було заявлено Ананда Такера, сценаристом – Патріка Марбера. Планувалося розпочати зйомки до лютого 2021 року.
У червні 2022 року фільм отримав нову назву «Критик», у якому Ферт, Біл та Ессієду більше участі не брали. В новому касті з'явилися імена: Ієн Мак-Келлен, Марк Стронг, Леслі Менвіль, Ромола Гарай, Бен Барнс та Альфред Енох. Зйомки проходили у Лондоні.

### Сприйняття
На вебсайті агрегатора рецензій «Rotten Tomatoes» 47% із 75 відгуків критиків є позитивними із середнім рейтингом 5,8/10. Консенсус вебсайту стверджує: «Кожен є критиком, і Ієн Мак-Келлен краще, ніж більшість, грає його, але навіть його персонаж дав би цій механічній мелодрамі таку собі рецензію». «Metacritic», який використовує середньозважене значення, надає фільмові 52 бали зі 100 на основі 23 критиків, що вказує на «змішані або середні» рецензії.
Бенджамін Лі з «The Guardian» дав фільму три зірки з п’яти і написав, що «підступний Ієн Мак-Келлен веде нерівний трилер».